# Kanchanapur
Kanchanapur (nepalski: कचनापुर) – gaun wikas samiti w zachodniej części Nepalu w strefie Bheri w dystrykcie Banke. Według nepalskiego spisu powszechnego z 2001 roku liczył on 1313 gospodarstw domowych i 7990 mieszkańców (3960 kobiet i 4030 mężczyzn).